# 63ª Mostra internazionale d'arte cinematografica di Venezia
La 63ª edizione della Mostra internazionale d'arte cinematografica di Venezia si è svolta a Venezia, Italia, dal 30 agosto al 9 settembre 2006.
La madrina della rassegna è stata l'attrice italiana Isabella Ferrari. Durante la Mostra sono state curate delle retrospettive per celebrare il centenario della nascita di tre grandi registi italiani: Roberto Rossellini, Mario Soldati e Luchino Visconti. Il Leone d'Oro alla carriera è stato consegnato al regista statunitense David Lynch.
Per la prima volta nella storia della Mostra dal dopoguerra a oggi tutti i film del concorso erano in prima mondiale.

## Le giurie
Le giurie internazionali della 63ª Mostra internazionale d'arte cinematografica di Venezia erano così composte:

### Giuria della sezione ufficiale
- Catherine Deneuve (attrice, Francia) - Presidente
- Michele Placido (attore e regista, Italia)
- Juan José Bigas Luna (regista e scrittore, Spagna)
- Paulo Branco (produttore, Portogallo)
- Cameron Crowe (regista, sceneggiatore e produttore, Stati Uniti d'America)
- Čulpan Chamatova (attrice, Russia)
- Park Chan-wook (regista e sceneggiatore, Corea del Sud)

### Giuria della sezione "Orizzonti"
- Philip Gröning (regista e sceneggiatore, Germania) - Presidente
- Carlo Carlei (regista, Italia)
- Giuseppe Genna (scrittore, Italia)
- Keiko Kusakabe (produttrice e distributrice, Giappone)
- Yousri Nasrallah (regista, Egitto)

### Giuria del "Premio Venezia Opera Prima Luigi De Laurentiis"
- Paula Wagner (produttrice, Stati Uniti d'America) - Presidente
- Stefania Rocca (attrice, Italia)
- Guillermo del Toro (regista e sceneggiatore, Messico)
- Mohsen Makhmalbaf (regista e produttore, Iran)
- Andrej Plachov (critico, Russia)

### Giuria della sezione "Corto Cortissimo"
- Teboho Mahlatsi (regista e produttore, Sudafrica) - Presidente
- Francesca Calvelli (montatrice, Italia)
- Aleksej Fedorčenko (regista, Russia)

## Sezioni principali
I film sono in ordine alfabetico secondo il cognome del regista.

### Film in concorso
Concorso internazionale di lungometraggi in 35 mm e in digitale, proiettati in anteprima mondiale, in gara per il Leone d'oro.
- Fallen di Barbara Albert (Austria)
- La stella che non c'è di Gianni Amelio (Italia)
- The Fountain - L'albero della vita (The Fountain) di Darren Aronofsky (Stati Uniti d'America)
- Hollywoodland di Allen Coulter (Stati Uniti d'America)
- Nuovomondo di Emanuele Crialese (Italia/Francia)
- I figli degli uomini (Children of Men) di Alfonso Cuarón (Stati Uniti d'America)
- Black Dahlia di Brian De Palma (Stati Uniti d'America/Germania) - film d'apertura
- Bobby di Emilio Estevez (Stati Uniti d'America)
- The Queen - La regina di Stephen Frears (Gran Bretagna)
- Daratt - La stagione del perdono (Daratt) di Mahamat-Saleh Haroun (Ciad/Francia/Belgio/Austria)
- L'intouchable di Benoît Jacquot (Francia)
- Paprika - Sognando un sogno (Paprika) di Satoshi Kon (Giappone)
- Proprietà privata (Nue propriété) di Joachim Lafosse (Belgio/Lussemburgo/Francia)
- Mushishi di Katsuhiro Ōtomo (Giappone)
- Cuori (Private Fears in Public Places) di Alain Resnais (Francia/Italia)
- Quei loro incontri di Jean-Marie Straub e Danièle Huillet (Italia/Francia)
- Exiled (Fong juk) di Johnnie To (Hong Kong/Cina)
- I don't want to sleep alone (Hei yanquan) di Tsai Ming-liang (Taiwan/Francia/Austria)
- Black Book (Zwartboek) di Paul Verhoeven (Paesi Bassi/Germania/Gran Bretagna)
- Ejforija di Ivan Vyrypaev (Russia)
- Sang sattawat di Apichatpong Weerasethakul (Thailandia/Francia)
- Still Life (Sanxia haoren) di Jia Zhangke (Cina)

### Film fuori concorso
Nuove opere importanti di autori già confermati nelle passate edizioni della Mostra, e film ospitati nella fascia oraria di Mezzanotte.
- Quelques jours en Septembre di Santiago Amigorena (Francia/Italia)
- Il flauto magico (The Magic Flute) di Kenneth Branagh (Stati Uniti d'America) - Evento speciale, sarà proiettato al Teatro La Fenice di Venezia
- Yeyan di Feng Xiaogang (Cina)
- Il diavolo veste Prada (The Devil Wears Prada) di David Frankel (Stati Uniti d'America)
- L'isola (Ostrov) di Pavel Lungin (Russia)
- Inland Empire - L'impero della mente di David Lynch (Stati Uniti d'America/Polonia/Francia)
- I racconti di Terramare (Gedo senki) di Gorō Miyazaki (Giappone)
- Bella sempre (Belle toujours) di Manoel de Oliveira (Portogallo/Francia)
- World Trade Center di Oliver Stone (Stati Uniti d'America)

#### Fuori concorso Mezzanotte
- Para entrar a vivir di Jaume Balagueró (Spagna)
- Rob-B-Hood di Benny Chan (Cina)
- Baaz ham sib daari? di Bayram Fazli (Iran)
- Castigo (Sakebi) di Kiyoshi Kurosawa (Giappone)
- Il prescelto (The Wicker Man) di Neil LaBute (Stati Uniti d'America)
- Jakpae di Ryoo Seung-wan (Corea del Sud)
- Summer Love di Piotr Uklański (Polonia)

#### Eventi speciali
- Lettere dal Sahara di Vittorio De Seta (Italia)

### Orizzonti
Le nuove linee di tendenza del cinema con lungometraggi in 35 mm e in digitale, e lungometraggi-documentari.
- Suely in the Sky di Karim Aïnouz (Brasile)
- Ana alati tahmol azouhour ila qabriha di Hala Alabdalla Yakoub e Ammar Al Beik (Siria/Francia)
- Koorogi di Aoyama Shinji (Giappone)
- Bellissime. Seconda parte. Dal 1960 a oggi dalla parte di "lei" di Giovanna Gagliardo (Italia)
- L'amore giovane (The Hottest State) di Ethan Hawke (Stati Uniti d'America)
- Taiyang yu di Ho Yuhang (Malaysia/Hong Kong)
- Dong di Jia Zhangke (Cina)
- Svobodnoe plavanie di Boris Chlebnikov (Russia)
- U.S.A. contro John Lennon di David Leaf e John Scheinfeld (Stati Uniti d'America)
- El cobrador, in God we trust di Paul Leduc (Messico/Argentina/Brasile)
- When the Levees Broke: A Requiem in Four Acts di Spike Lee (Stati Uniti d'America)
- Mabei shang de fating di Liu Jie (Cina)
- Infamous di Douglas McGrath (Stati Uniti d'America)
- Opera Jawa di Garin Nugroho (Indonesia)
- Tachiguishi retsuden di Mamoru Oshii (Giappone)
- Quijote di Mimmo Paladino (Italia)
- Heimat - Fragmente di Edgar Reitz e Christian Reitz (Germania)
- Non prendere impegni stasera di Gianluca Tavarelli (Italia)
- Roma wa la n'touma di Hala Alabdalla Yakoub (Algeria/Francia/Germania)

#### Eventi speciali
- Pasolini prossimo nostro di Giuseppe Bertolucci (Italia/Francia)
- Akamas di Panicos Chrysanthou (Cipro/Grecia/Ungheria/Turchia)
- Gradiva (C'est Gradiva qui vous appelle) di Alain Robbe-Grillet (Francia/Belgio)
- Kill Gil (vol. 2) di Gil Rossellini (Italia/Svizzera)
- Il mio paese di Daniele Vicari (Italia)

### Corto Cortissimo
Concorso internazionale di cortometraggi in 35 mm, in anteprima mondiale, di durata non superiore a 30 minuti.
- Levelek di Ferenc Cakò (Ungheria)
- Comment on freine dans une descente? di Alix Delaporte (Francia)
- The Making of Parts di Daniel Elliott (Gran Bretagna)
- Detektive di Andreas Goldstein (Germania)
- Treinta Años di Nicolas Lasnibat (Francia, Cile)
- Um año mais longo di Marco Martins (Portogallo)
- Mum di Mads Matthiesen (Danimarca)
- "Faça sua Escolha" di Paula Miranda (Brasile)
- Pharmakon di Ioakim Mylonas (Cipro)
- Rien ne va plus di Katja Pratschke e Gusztáv Hàmos (Germania)
- Trillizas Propaganda di Fernando Salem (Argentina)
- Simanei Derech di Shimon Shai (Israele)
- Fib 1477 di Lorenzo Sportiello (Italia)
- What Does Your Daddy Do? di Martin Stitt (Gran Bretagna)
- Eva reste au placard les nuits de pleine lune di Alex Stockman (Belgio)
- In the Eye Abides the Hear di Mary Sweeney (Stati Uniti d'America)
- Adults only di Joon Han Yeo (Malaysia)

#### Fuori concorso
- Sekalli sa Meokgo di Teboho Mahlatsi (Sudafrica)

## Sezione di retrospettive e restauri

### Storia segreta del cinema italiano / 3
Speciale sezione monografica dedicata alla Storia segreta del cinema italiano nel periodo 1937-1979.
Si tratta della terza parte della retrospettiva sul cinema italiano iniziata durante la 61ª Mostra internazionale d'arte cinematografica di Venezia. In occasione del centenario della nascita di tre grandi registi italiani Roberto Rossellini, Mario Soldati e Luchino Visconti, la retrospettiva è in gran parte dedicata alla loro opera.
Centenario di Rossellini, Soldati e Visconti
- Quartieri alti di Mario Soldati (1942) - Versione restaurata dalla Cineteca Nazionale
- Ossessione di Luchino Visconti (1943) - Versione restaurata dalla Cineteca Nazionale, Ripley's Film, in collaborazione con SKY Italia
- Roma città aperta di Roberto Rossellini (1945) - Versione restaurata dalla Cineteca Nazionale, in collaborazione con l'Assessorato alle Politiche Culturali del Comune di Roma e con il supporto tecnico di Cinecittà Digital
- Fuga in Francia di Mario Soldati (1948) - Versione restaurata dalla Cineteca Nazionale
- Anna Magnani, episodio da Siamo donne, di Luchino Visconti (1953) - Versione restaurata dalla Cineteca Nazionale e Ripley's Film
- Ingrid Bergman, episodio da Siamo donne, di Roberto Rossellini (1953) - Versione restaurata dalla Cineteca Nazionale e Ripley's Film
- Il generale Della Rovere di Roberto Rossellini (1959) – Restauro digitale a cura della Cineteca Nazionale, Gruppo Editoriale Minerva – Raro Video, in collaborazione con il Museo nazionale del Cinema di Torino, Archivio Storico della Biennale di Venezia e LVR

Storia segreta del cinema italiano
- Il feroce Saladino di Mario Bonnard (1937) - Versione restaurata dalla Fondazione Cineteca Italiana, Museo nazionale del Cinema di Torino e Cineteca di Bologna - Laboratorio L'Immagine Ritrovata, in collaborazione con Jaeger Le Coultre, la Biennale di Venezia, Provincia di Milano – Settore Cultura e Ministero per i Beni e le Attività Culturali
- Per qualche dollaro in più di Sergio Leone (1965) - Versione restaurata dalla Cineteca di Bologna - Laboratorio L'Immagine Ritrovata, in collaborazione con SKY Italia
- Dalla nube alla resistenza di Jean-Marie Straub e Danièle Huillet (1979) - Copia unica d'archivio conservata dalla Cineteca di Bologna

### Storia segreta del cinema russo
Speciale sezione monografica dedicata alla Storia segreta del cinema russo nel periodo 1934-1974.
- Garmon' (1934) di Igor Savčenko e Evgenij Sneider
- Tutto il mondo ride (Веселые ребята) (1934) di Grigorij Aleksandrov
- Il circo (Tsirk) (1936) di Grigorij Aleksandrov
- Bogataja nevesta (1938) di Ivan Pyr'ev
- Volga, Volga (Volga-Volga) (1938) di Grigorij Aleksandrov
- I trattoristi (Traktoristy) (1939) di Ivan Pyr'ev
- Muzykal'naja istoria (1940) di Aleksandr Ivanovskij e Gerbert Rappaport
- Il cammino luminoso (Svetlyj put' ) (1940) di Grigorij Aleksandrov
- Svinarka i pastukh (1941) di Ivan Pyr'ev
- Alle sei di sera dopo la guerra (V shest' chasov vechera posle vojny) (1944) di Ivan Pyr'ev
- Primavera (Vesna) (1947) di Grigorij Aleksandrov
- I cosacchi del Kuban (Kubanskie kazaki) (1950) di Ivan Pyr'ev
- Un'estate generosa (Scedroe leto) (1950) di Boris Barnet
- Karnaval'naja noč' (1956) di El'dar Rjazanov
- Nas milyj doktor (1956) di Šaken Ajmanov
- Cheriomushki (1963) di Gerbert Rappaport
- Sparite utopajuscego (1969) di Pavel Arsenov
- Romans o vljublënnych (1974) di Andrej Končalovskij

### Joaquim Pedro de Andrade
Speciale sezione monografica dedicata al cineasta brasiliano Joaquim Pedro de Andrade, uno dei padri del Cinema Novo, celebre movimento cinematografico che rinnovò il cinema brasiliano.
La figlia, anch'essa regista, Alice de Andrade ha curato il restauro delle 14 opere che costituiscono l'intera filmografia del cineasta.
Film
- Garrincha, alegria do povo (1963) - documentario
- O Padre e a Moça (1965)
- Macunaíma (1969)
- Os Inconfidentes (1972)
- Guerra Conjugal (1975)
- O Homen do Pau-Brasil (1981)

Cortometraggi
- O Mestre de Apipucos (1959) - documentario
- O Poeta do Castelo (1959) - documentario
- Couro de Gato (1960)
- Cinéma Nôvo (1967) - documentario
- Brasilia, Contradições de Uma Cidade Nova (1967) - documentario
- Linguagem da Persuasão (1970) - documentario
- Vereda Tropical (1977)
- O Aleijadinho (1978) - documentario

## Settimana Internazionale della Critica
- El Amarillo di Sergio Mazza (Argentina)
- Egyetleneim (Le mie uniche e sole) di Gyula Nemes (Ungheria)
- Guida per riconoscere i tuoi santi (A Guide to Recognizing Your Saints) di Dito Montiel (Stati Uniti d'America)
- Hiena (Iena) di Grzegorz Lewandowski (Polonia)
- Le pressentiment (Il presentimento) di Jean-Pierre Darroussin (Francia)
- Sur la trace d'Igor Rizzi (Sulle tracce di Igor Rizzi) di Noël Mitrani (Canada)
- Yi Nian Zhi Chu - Do over (L'inizio di un anno) di Yu-Chieh Cheng (Taiwan)
- La rieducazione di Davide Alfonsi, Alessandro Fusto, Denis Malagnino (Italia) - Evento speciale
- Bunny Lake è scomparsa (Bunny Lake is Missing) (Gran Bretagna/Stati Uniti d'America), 1965 - Omaggio a Otto Preminger (1906-1986) - In collaborazione e con il contributo del Museo nazionale del cinema e della Mostra Internazionale d'Arte Cinematografica

## Giornate degli autori
- 7 Ans di Jean-Pascal Hattu (Francia)
- AzulOscuroCasiNegro di Daniel Sánchez Arévalo (Spagna)
- Chicha tu madre di Gianfranco Quattrini (Argentina/Perù)
- Come l'ombra di Marina Spada (Italia)
- Falkenberg Farewell (Farväl Falkenberg) di Jesper Ganslandt (Danimarca/Svezia)
- Khadak di Jessica Woodworth e Peter Brosens (Belgio/Germania/Paesi Bassi)
- L'Etoile du soldat di Christophe de Ponfilly (Francia/Germania/Afghanistan)
- Mientras tanto di Diego Lerman (Argentina/Francia)
- Offscreen di Christoffer Boe (Danimarca)
- Rêves de poussière di Laurent Salgues (Burkina Faso/Canada/Francia)
- WWW: What a Wonderful World di Faouzi Bensaïdi (Marocco/Francia)
- La notte dei girasoli (La noche de los girasoles) di Jorge Sánchez-Cabezudo (Spagna)
- L'udienza è aperta di Vincenzo Marra (Italia)

## I premi

### Premi principali
La mostra ha assegnato i seguenti riconoscimenti:
- Leone d'oro
  - Leone d'oro al miglior film: Still Life di Jia Zhangke
  - Leone d'oro alla carriera: a David Lynch
- Leone d'Argento
  - Gran premio della giuria: Daratt - La stagione del perdono (Daratt) di Mahamat-Saleh Haroun
  - Premio speciale per la regia: Cuori (Coeurs) di Alain Resnais
  - Rivelazione: Nuovomondo di Emanuele Crialese
- Coppa Volpi
  - Coppa Volpi per la migliore interpretazione maschile: Ben Affleck per Hollywoodland
  - Coppa Volpi per la migliore interpretazione femminile: Helen Mirren per The Queen - La regina
- Premio Osella
  - Premio Osella per la migliore sceneggiatura: Peter Morgan per The Queen - La regina
  - Premio Osella per il migliore contributo tecnico: Emmanuel Lubezki per I figli degli uomini (Children of Men)
- Premio Marcello Mastroianni, ad un attore o attrice emergente: Isild Le Besco per L'intouchable
- Leone Speciale a Jean-Marie Straub e Danièle Huillet per l'innovazione del linguaggio cinematografico

### Orizzonti
- Premio Orizzonti: Mabei shang de fating di Liu Jie
- Premio Orizzonti Doc: When the Levees Broke: A Requiem in Four Acts di Spike Lee

### Premio Venezia Opera prima "Luigi De Laurentiis"
- Leone del futuro - Premio Venezia Opera Prima "Luigi De Laurentiis": Khadak di Peter Brosens e Jessica Woodworth

### Corto cortissimo
- Menzione speciale: Adults Only di Yeo Joon Han
- Prix UIP per il miglior cortometraggio europeo: The Making of Parts di Daniel Elliott
- Leone Corto cortissimo per il miglior cortometraggio: Comment on freine dans une descente? di Alix Delaporte

## I numeri e le nazioni della 63ª Mostra
- Numero dei paesi con almeno un film nelle sezioni ufficiali: 31 (di cui per la prima volta alla Mostra Ciad, Cipro e Indonesia)
- Numero dei titoli visionati: 2.589, fra i quali 1.429 lungometraggi
- Numero dei lungometraggi presentati nelle sezioni ufficiali: 62
  - In concorso: 21
  - Fuori concorso: 9 + 7 Mezzanotte + 1 Evento speciale
  - Venezia Orizzonti: 19 + 5 Eventi speciali